# Wiktory 1995
Nagrody Wiktorów za 1995 rok.

## Lista laureatów
- Aleksander Kwaśniewski
- Monika Olejnik
- Grzegorz Turnau
- Krystyna Czubówna
- Wojciech Mann i Krzysztof  Materna
- Małgorzata  Domagalik
- Dorota  Idzi
- Marek  Kondrat
- Grażyna  Torbicka
- Krzysztof Ibisz
- Super Wiktory:
  - Irena Kwiatkowska
  - Olga Lipińska